# Chapsa pulchra
Chapsa pulchra är en lavart som först beskrevs av Johannes Müller Argoviensis, och fick sitt nu gällande namn av Mangold. Chapsa pulchra ingår i släktet Chapsa och familjen Graphidaceae.   Inga underarter finns listade i Catalogue of Life.